# Maryville (Illinois)
Pour les articles homonymes, voir Maryville.
Maryville est un village du comté de Madison dans l'Illinois, aux États-Unis.